# 광기 (2005년 영화)
광기(Sileni, Lunacy)는 아이슬란드에서 제작된 얀 슈반크마이에르 감독의 2005년 공포 영화이다. 파벨 리스카 등이 주연으로 출연하였고 하로미르 칼리스타 등이 제작에 참여하였다.

## 출연

### 주연
- 파벨 리스카
- 잔 트리스카

### 조연
- 안나 게이슬러로바
- 마틴 휴바
- 파벨 노비
- 얀 슈반크마이에르

## 제작진
- 공동제작: 야로슬라브 쿠세라
- 미술: 얀 슈반크마이에르
- 의상: 베로니카 흐루바